# КОР-2
КОР-2 (Бе-4) — катапультный корабельный и базовый ближний морской разведчик, разработанный в 1940 году ОКБ под руководством Г. М. Бериева. Проходил испытания в 1942 году, в 1942−1945 выпускался малыми сериями.

## История создания
Первый вариант судостроительной программы СССР появился в 1937 году, затем его постоянно переделывали и корректировали. По проекту «Большого морского и океанского флота» к 1 января 1946 года должно было быть построено 15 линейных кораблей, 16 тяжелых и 28 лёгких крейсеров, два авианосца, 20 лидеров, 144 эсминца, 96 сторожевых кораблей, 204 тральщика, 28 минных и 14 сетевых заградителей, 6 мониторов и канонерских лодок, 348 торпедных катеров, 115 охотников за подводными лодками, 336 подводных лодок.
Основой будущего «Большого морского и океанского флота» должны были стать линейные корабли и тяжелые крейсера, которым требовались бортовые катапультные гидросамолёты разведчики.
Предназначением такого самолёта было ведение разведки и корректировки артиллерийского огня, а также вести ближнюю морскую разведку.
Принятый к тому времени на вооружение КОР-1, не удовлетворял советский флот. Нужно было создавать новый катапультный разведчик-корректировщик, надо было параллельно со строительством кораблей. В конце 1938 года появилось задание на разработку перспективного катапультного гидросамолёта для новых тяжелых кораблей получившего обозначение КОР-2. Свои эскизные проекты по этой теме, кроме Г. М. Бериева, представили такие конструкторы как И. В. Четвериков и В. Б. Шавров.
Но, уже 27 февраля 1939 года, совместным решением НКАП и НК ВМФ задание на проектирование и постройку КОР-2 передали Центральному конструкторскому бюро морского самолётостроения, возглавляемому Г. М. Бериевым. Доводами в пользу этого послужило то, что ЦКБ МС обладало опытом проектирования и доводки КОР-1, и было знакомо как с катапультами, так и с проблемами катапультного старта.
Согласно тактико-технических требований КОР-2 должен был иметь полную длину не более 9,5 метров, размах крыльев не более 11,0 м (в сложенном положении ширина — 4,5 м). Полётный вес не должен был превышать 2600 кг. Дальность полёта — 1200 км. Эскизный проект был разработан в двух вариантах — летающей лодки и поплавкового гидросамолёта. В качестве основного предлагался лодочный вариант, с чем заказчик согласился, однако возражения вызвали линейные размеры самолёта (длина 10,4 м, размах крыла 12,0 м, ширина со сложенным крылом 4,7 м). Представители флота настаивали на размерах указанных в ТЗ, однако Бериеву удалось отстоять свой вариант, мотивируя его тем, что иначе нельзя гарантировать достаточной мореходности КОР-2.
Утверждённое техническое задание на КОР-2 поступило в Таганрог 31 июля 1939 г. Далее разработка и строительство самолёта получившего внутреннее обозначение ЦКБ МС-9, пошла в хорошем темпе. 7 августа был предъявлен эскизный проект, 21 января 1940 года был построен макет.
В окончательном варианте КОР-2 был выполнен в виде цельнометаллической двухреданной летающей лодки. Крыло состояло из центроплана и двух консолей, причем консоли складывались. В качестве силовой установки был выбран двигатель воздушного охлаждения М-63 мощностью 1100 л. с., однорядный звездообразный, с двухскоростным нагнетателем. Для снижения посадочной скорости самолёт имел щитки Шренка. Экипаж состоял из двух человек — пилота и штурмана. Гидросамолёт имел двойное управление расположенное в кабине пилота, причем правая ручка и педали были съёмными.
Вооружение состояло из одной неподвижной установки пулемёта ШКАС (7,62 мм) в носовой части лодки и пулемёта ШКАС на турели типа МВ-5, расположенной в средней части лодки. Самолёт мог нести бомбы весом до 200 кг.
Основным назначением КОР-2 была ближняя морская разведка, корректировка артиллерийского огня корабельной и береговой артиллерии, охрана тяжелых боевых кораблей от подводных лодок противника, противолодочный поиск, а также борьба с небольшими боевыми кораблями и катерами.

## Производство
В 1941 году на заводе № 288 (Савёлово) было собрано 2 самолёта (№ 28801 и 28802). Первый самолёт собрали к 11 августа, но в ходе испытаний 9 сентября он утонул. Полет второго самолёта состоялся 20 сентября. Дальнейшая его судьба не известна. Третий самолёт закончить не успели и он был эвакуирован вместе с предприятием в Омск.
| Заводы             | 1942 год | 1943 год | 1944 год | 1945 год | Всего |
| ------------------ | -------- | -------- | -------- | -------- | ----- |
| № 288 (Омск)       | 6        | 3        |          |          | 9     |
| № 477 (Красноярск) | -        |          | 20       | 18       | 38    |
| Итого              | 6        | 3        | 20       | 18       | 47    |

## Конструкция[2]
КОР-2 — катапультный цельнометаллический разведчик, корректировщик и ближний бомбардировщик. Летающая лодка с высокорасположенным подкосным крылом и свободнонесущим оперением. Самолёт мог базироваться как на кораблях, так и на береговых базах. Экипаж два человека: летчик и штурман стрелок.
- Фюзеляж — представляет собой двухреданную лодку с килеватым днищем. Первый редан клинообразный, второй криволинейный на нем устанавливался водяной руль, управляемый от педалей. Силовой набор и обшивка выполнена из дюралюминия. Четырьмя водонепроницаемыми перегородками лодка была разделена на пять отсеков. В герметичном носовом отсеке был установлен аккумулятор, также этот отсек использовался как грузовой. Далее располагалась закрытая кабина пилота с остеклением из плексигласа. За кабиной пилота располагалась кабина штурмана, соединенные между собой водонепроницаемой дверью.
- Крыло — двухлонжеронное, с работающей обшивкой, выполнено по схеме «обратная чайка», состояло из центроплана и двух консолей. При хранении самолёта на корабле консоли крыла складывались. Крыло было снабжено посадочными щитками и элеронами. Крыло кессонной цельнометаллической конструкции. Хвостовики крыла и центроплана были обшиты полотном, обшивка остальной части крыла — дюралюминий. Для обеспечения поперечной устойчивости самолёта на плаву на консолях крыла устанавливались подкрыльные однореданные поплавки.
- Хвостовое оперение — свободнонесущее, стандартной схемы. Горизонтальное оперение состоит из жестко закреплённого на киле стабилизатора и неразрезного руля высоты. Вертикальное оперение состоит из киля и руля направления. Киль выполнялся как единое целое с хвостовой частью фюзеляжа. Рули имели осевую аэродинамическую компенсацию и для уменьшения усилий на педалях и ручке управления были снабжены триммерами. Обшивка стабилизатора и киля дюралевая, обшивка рулей полотняная.
- Шасси — одностоечное, сварной конструкции крепилось к переднему узлу подкоса крыла на лодке и к катапультой цапфе при помощи штырей. Шасси перекатное состояло из тележки основного шасси и хвостовой тележки использовалось для перемещения самолёта по палубе или береговому аэродрому. Также было предусмотрено неубирающееся шасси с хвостовым костылем для эксплуатации с земли.
- Силовая установка — поршневой двигатель воздушного охлаждения М-62ИР мощностью 850 л. с. ОКБ Аркадия Швецова. Винт металлический, трёхлопастной, тянущий диаметром 2,6 м. Топливо было в двух баках в мотогондоле и двух баках в лодке. Общая емкость всех бензобаках 840 л. Запуск двигателя осуществлялся электроинерционным стартером или вручную.
- Управление — система управления двойная, смешанная жесткая и тросовая: элеронами и рулем высоты — рукояткой и жесткими трубчатыми тягами; рулем направления — педалями и тросами. Водяной руль управлялся педалями синхронно с рулем направления. Управление щитками электромеханическое. Управление триммерами тросами и цепями.
- Оборудование — на самолёте установлен стандартный для того времени комплект аэронавигационного оборудования и приборов. Радиооборудование состояло из радиостанции, и радиополукомпаса, располагавшиеся в кабине штурмана. Внутренняя связь между летчиком и штурманом поддерживалась с помощью самолётного переговорного устройства. Источником электроэнергии на борту был генератор и аккумулятор, напряжение сети — 27 В. Для обоих членов экипажа предусмотрены кислородные приборы. Для ведения фоторазведки и фиксации результатов бомбометания самолёт оборудовался фотоаппаратом. Спасательные средства состоят из парашютов и спасательных поясов членов экипажа, а также надувная трехместная лодка.
- Вооружение — самолёт оснащался стрелковым и бомбардировочным вооружением. Стрелковое — два пулемета ШКАС калибра 7,62 мм по 150 патронов на каждый в носовой части, установленные неподвижно и пулемет АД калибра 7,62 мм с боекомплектом 500 патронов на турели в средней части лодки. Четыре бомбы весом до 100 кг каждая размещались на наружней подвеске на балочных бомбодержателях. Самолёт мог оснащаться также восемью ракетными орудиями.

## ТТХ
Технические характеристики
- Экипаж: 2 чел
- Длина: 10,5 м
- Размах крыла: 12,0 м
- Высота:
- Площадь крыла: 25,5 м²
- Масса пустого: 2082 кг
- Масса снаряжённого: 2397 кг
- Максимальная взлётная масса: 2760 кг
- Силовая установка: 1 ×  Швецов М-62ИР
- Мощность двигателей: 1 × 850 л. с.

Лётные характеристики
- Максимальная скорость: 356 км/ч
- Практическая дальность: 550—1150 км
- Практический потолок: 8100 м

Вооружение
- Стрелково-пушечное: 2 х 7,62 мм ШКАС
- Точки подвески: 4
- Бомбы: 4 х ФАБ-100 (перегруженный вариант)